# Cibaldo Lins
Sebald Linz, cujo nome no Brasil aparece grafado sobretudo como Cibaldo Lins (nascimento em torno de 1555 em Augsburgo, no Sacro Império Romano-Germânico; morte em torno de 1595, em Pernambuco, Brazil), foi um comerciante alemão.

## Biografia
Nascido no Sacro Império Romano-Germânico, filho de Bartholomäeus Linz e Susanna Jung, neto materno do médico suíço Ambrosius Jung, Cibaldo tinha apenas três anos na ocasião da morte de seu pai. Foi então criado por Thimoteus Jung e Nathanael Jung, seus tios maternos. Cibaldo tornou-se um dos primeiros imigrantes alemães do período colonial da Região Nordeste do Brasil após ser convidado por seu tio Sebald Linz von Dorndorf (irmão gêmeo de seu pai) a se unir a ele nas empreitadas comerciais do novo mundo.
Uma vez no Brasil, tendo chegado entre 1578 e 1579, uniu-se em núpcias com Brites de Albuquerque, filha do colonizador português Jerônimo de Albuquerque com a indígena Muira Ubi, e também sobrinha da famosa Brites de Albuquerque, primeira governante das Américas, de quem herdou o nome. Cibaldo e Brites tiveram vasta prole e são ancestrais de muitos dos Lins e dos Albuquerque brasileiros.
Alerta o procurador de Justiça e pesquisador Carlos Francisco Bandeira Lins que, considerando a homonímia com o tio Sebald Linz von Dorndorf, não é incomum que livros de história façam confusão entre tio e sobrinho. De fato, em várias obras, tanto o tio quanto o sobrinho aparecem com os nomes exatamente iguais: Sebald Linz von Dorndforf. O historiador e genealogista Cristóvão Alão de Morais chama o mais velho de Thibaldo e o mais novo de Tibaldo.